# Orotermes
Orotermes là một chi bướm đêm thuộc họ Erebidae.